# Maksymilian Oczosalski
Maksymilian Oczosalski (Oczesalski, Ociesalski) herbu Paprzyca – sędzia ziemski bracławski w 1645 roku, podsędek bracławski w 1641 roku.
Poseł na sejm 1641 roku, sejm 1642 roku, sejm 1645 roku, sejm 1647 roku. Poseł sejmiku włodzimierskiego województwa bracławskiego na pierwszy sejm 1666 roku.
Był elektorem Jana Kazimierza Wazy w 1648 roku i Michała Korybuta Wiśniowieckiego w 1669 roku z województwa bracławskiego. W 1674 roku był elektorem Jana III Sobieskiego z ziemi czerskiej.